# Todarodes pacificus
Todarodes pacificus is een inktvissensoort uit de familie van de Ommastrephidae. De wetenschappelijke naam van de soort is voor het eerst geldig gepubliceerd in 1880 door Steenstrup.